# Vens landsfiskalsdistrikt
Vens landsfiskalsdistrikt var 1918-1931 ett landsfiskalsdistrikt i Malmöhus län, bildat när Sveriges indelning i landsfiskalsdistrikt trädde i kraft den 1 januari 1918, enligt beslut den 7 september 1917. Detta landsfiskalsdistrikt (motsvarande området för Vens länsmansdistrikt) skulle inte ha bildats när Sveriges indelning i landsfiskalsdistrikt trädde i kraft den 1 januari 1918, utan området skulle ingå i Rönnebergs landsfiskalsdistrikt. Då hinder uppstod för överföringen av verksamheten från Vens länsmansdistrikt till Rönnebergs nybildade landsfiskalsdistrikt så beslutades det den 14 januari 1918 att det tidigare länsmansdistriktet skulle bilda ett landsfiskalsdistrikt. Det dröjde till den 1 april 1931 (enligt beslut den 20 mars 1931) innan den nya indelningen trädde i kraft och Vens landsfiskalsdistrikt avskaffades därmed och dess verksamhet överfördes till Rönnebergs landsfiskalsdistrikt.
Landsfiskalsdistriktet låg under länsstyrelsen i Malmöhus län, och landsfiskalen var 1921 baserad i S:t Ibb.

## Ingående områden
Distriktet bestod under hela dess existens av samma område: 
- Sankt Ibbs landskommun i Rönnebergs härad.

## Landsfiskaler
- 1918–tidigast 1921: Bror Kjell Wollter, född 1866.[5]